# جائزة نيوزيلندا الكبرى 1977
جائزة نيوزيلندا الكبرى 1977 هو سباق فورمولا 1 أقيم بتاريخ 9 يناير 1977 في نيوزيلندا. حلّ الفنلندي كيكي روزبرغ أولا.